# O Lugar do Morto
O Lugar do Morto é um filme dramático português de 1984, realizado por António-Pedro Vasconcelos e escrito por Vasconcelos com Carlos Saboga. A longa-metragem é protagonizada por Pedro Oliveira, no papel de Álvaro Serpa, um jornalista que testemunha as circunstâncias de um suicídio. O Lugar do Morto foi produzido por José Luís Vasconcelos com direção musical de Alain Jomy.
Estreado a 25 de outubro de 1984, foi um dos maiores êxitos de bilheteira do cinema português, ultrapassando os 300 mil espetadores.

## Sinopse
Álvaro Serpa, jornalista de trinta anos, sai de casa duma amiga, pelas seis horas da manhã. Decide tomar a marginal, e estacionar a sua viatura junto ao mar. Adormece. Subitamente é acordado por vozes à distância. Volta-se, e vê um homem e a sua amante, que discutem e se agridem. Ela foge e refugia-se no carro de Álvaro. O vestido dela, sob o casaco de peles, está roto. A mulher roga-lhe: "Leve-me daqui!". Partem. Mas, bruscamente pede-lhe que regressem ao local, onde encontram o companheiro morto... A misteriosa mulher, ao ver o homem morto, desaparece.
Inicia-se uma investigação policial ao suicídio de Álvaro Allen. Quando Álvaro Serpa é chamado a depor, omite deliberadamente a presença da amante no momento do acidente, motivado pela curiosidade em descobrir quem era aquela mulher enigmática que tanto o fascinara. O jornalista descobre que o seu nome é Ana Mónica e começa então a procurá-la para desvendar o caso.

## Elenco
O elenco é composo por: 
- Ana Zanatti, como Ana Mónica.[9]
- Pedro Oliveira, como Álvaro Serpa.
- Teresa Madruga, como Marta.
- Luís Lima Barreto, como Álvaro Allen.
- Carlos Coelho, como Inspetor Moreira.
- Isabel-Victoria da Motta, como Telefonista Dulce.
- Ruy Furtado, como Neves, o Chefe da Redação.
- Diogo Vasconcelos, como João, o filho mais novo de Álvaro Serpa.
- Manuela de Freitas, como Mafalda.
- Luís Filipe Barros, numa versão ficcionada de si próprio.
- André Gomes, com Sampaio, o Crítico de Ópera.
- Cecília Guimarães, como Leonor Allen.
- Lídia Franco, como Luísa.
- Natalina José, como Porteira.
- Pedro Oom, como Pedro.

## Equipa técnica
- Assistentes de realização: António José Martins, Jorge Paixão da Costa, Albano da Silva Pereira e Pedro M. Ruivo
- Som: Pedro Melo, Vasco Pimentel, Joaquim Pinto e Maria Paola Porru[10]
- Registo de som: Nacional Filmes
- Diretor de fotografia: João Rocha
- Laboratório de imagem: Tobis Portuguesa
- Montagem: Manuela Viegas
- Música: Alain Jomy
- Efeitos especiais: Carlos Cristo e António Rocha
- Caracterização: Maria Gonzaga, Ana Lorena, Paula Raimundo e Mercedes Santos
- Câmera e Chefe eletricista: João Pequeno
- Produção: Nuno Ghira

## Produção

### Desenvolvimento

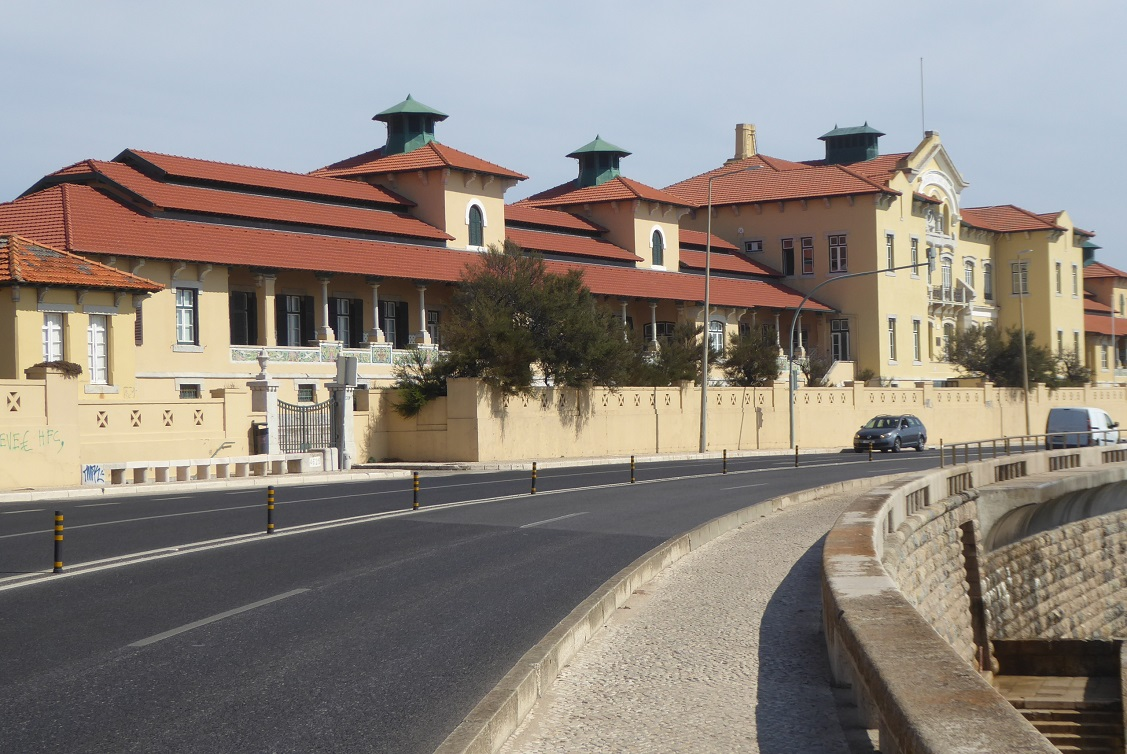
As cenas mais emblemáticas do filme foram rodadas na Av. Marginal (Cascais).

No que concerne a participação de António-Pedro Vasconcelos no esforço coletivo do Cinema Novo, destacou-se a sua intervenção na área da produção com criação da VO Filmes, em 1979, com Paulo Branco, a porta de entrada deste último no território onde virá a ter a influência. É no quadro desta entidade, durante a produção daquela que seria a terceira longa de ficção de Vasconcelos, O Lugar do Morto que surge o primeiro sinal do que virá a transformar-se na grande divergência de percursos que o afastará de muitos outros cineastas do movimento. O próprio Paulo Branco inicia o projeto, mas a sua colaboração com Vasconcelos termina durante a longa-metragem.
José Luís Vasconcelos, irmão do realizador, assume a produção de O Lugar do Morto, que contou com um patrocínio da Fundação Calouste Gulbenkian. As gravações de exteriores decorreram acima de tudo em Lisboa. Algumas das cenas mais emblemáticas do filme, como as da marginal junto ao mar, foram rodadas no município da Parede. Ainda assim, três curtas cenas foram filmadas no Porto, junto ao Grande Hotel do Porto, à ponte Maria Pia e na discoteca Swing. Sobre a sua abordagem ao argumento, Vasconcelos admitiu que o protagonista, Álvaro, se poderia considerar um alter ego seu: "Lembrei-me do Álvaro por causa da ideia da paternidade e de como ela é vivida. (...) Corresponde a uma fase da minha vida." Por isso se justifica, em parte, que Diogo Vasconcelos, filho de António-Pedro Vasconcelos, interprete o papel de João, o filho mais novo de Álvaro Serpa. 

### Casting
Vasconcelos procurou contratar para o filme um conjunto de atores profissionais e não-profissionais. Em larga medida, os atores profissionais que participam em O Lugar do Morto (como Ana Zanatti, Ruy Furtado, Isabel-Victoria da Motta e Lídia Franco) eram considerados vultos conhecidos dos ecrãs televisivos. Para interpretar o protagonista, a opção recaiu em Pedro Oliveira, um jornalista da RTP. Para além de Oliveira, muitos outros jornalistas da estação interpretaram papeis ou figuraram no filme. Entre eles, destacam-se:
- Acácio Barradas
- Adriano Carvalho
- António Esteves
- Diana Andringa
- Edite Soeiro
- Filomena Ferreira
- Francisco Neves
- Humberto de Vasconcelos
- José Gabriel Viegas
- M. Gonçalves da Silva
- Maria Armanda Reis
- Maria Helena Mensurado

## Temas e estilo
O Lugar do Morto surge numa altura em que o cinema português despertava para uma nova época na qual os cineastas se encontravam na ressaca dos limites da ditadura. Nesse sentido, a longa-metragem enquadra-se na tentativa de romper com o passado, quebrar barreiras e instaurar uma lufada de ar fresco, por utilizar uma estrutura de um policial clássico e de thriller policial americano (com influências do cinema noir). De facto, Vasconcelos e Carlos Saboga utilizam o enredo usual das películas do cinema norte-americano e desenvolvem-no com ferramentas típicas da cultura portuguesa, quer a nível visual quer a nível de argumento.
O filme é uma história de ficção, com elementos de sedução fatal e de deriva de sentimentos, que versa o desmoronamento da instituição familiar e a consequente redistribuição de lugares a que isso força. Sobre esta ideia, Jorge Leitão Ramos escreve que O Lugar do Morto é "uma ficção sobre o estilhaço da instituição familiar e a redistribuição de lugares que isso opera, um filme em torno de um quotidiano febril onde os gostos são todos fátuos".

## Distribuição
A antestreia de O Lugar do Morto decorreu no Auditório Nacional de Carlos Alberto (Porto) a 10 de outubro de 1984. Distribuído pela Mundial Filmes, o filme viria a estrear comercialmente em Portugal quinze dias depois, a 25 de outubro, no Castil e no Vox.
O filme foi transmitido pela primeira vez em televisão três anos depois da sua estreia. A sua exibição foi programada na RTP1, na quarta-feira, dia 7 de janeiro de 1987, às 21 e 5. Em pleno horário nobre, foi a primeira vez que um filme português foi exibido na rubrica "Lotação Esgotada".
Houve uma edição da longa-metragem em VHS editada em 1993 pela distribuidora Filmes Castello Lopes, em conjunto com a Lusomundo. Em 2008, foi editado um DVD do filme pela distribuidora Costa do Castelo Filmes em formato de vídeo Standard 1.33:1 [4:3].

## Receção
A longa-metragem foi durante muitos anos a mais vista do cinema português. Aquando a sua estreia, atingiu um dos maiores êxitos de bilheteira do cinema português, e ao chegar aos 270 mil espectadores, ultrapassou Capas Negras de 1947, com Amália Rodrigues e Alberto Ribeiro, o até então filme recordista. Ao longo da sua distribuição comercial em Portugal, O Lugar do Morto passou a marca dos 300 mil espectadores, ditando que durante 26 anos se tivesse mantido como o filme português com maior audiência em Portugal.
De maneira geral, o filme foi também bem recebido pela crítica. No seu comentário ao filme, Jorge Leitão Ramos aponta algumas falhas, como o facto de se tratar de uma narrativa horizontal com ausência de ritmo e climaxes, mas conclui que este é "um dos melhores trabalhos de António Pedro Vasconcelos" notável pela técnica (imagem e som) e pelo desempenho homogéneo do elenco (com destaque para Pedro Oliveira, Ana Zanatti, Teresa Madruga e Isabel Mota). Também na sua crítica positiva, Sebastião Barata (Espalha factos) destaca o charme próprio, presença e sensualidade na interpretação de Zanatti, considerando-o percursor do desempenho de Glenn Close em Atracção Fatal. Para além disso, elogia "a estética do filme e a realização de um António-Pedro Vasconcelos longe do convencionalismo em que caiu nos últimos anos" e a banda sonora de Jomy: "talvez uma das melhores do cinema nacional e que assenta que nem uma luva em cada cena, trazendo por vezes ao de cimo o tom mais sombrio da história e por outras a sua componente mais alegre".

### Premiações
Em 1984, a longa-metragem arrecadou quatro prémios da Federação Portuguesa de Autores (para melhor filme português, melhor banda sonora, melhores diálogos e melhor ator masculino). O Lugar do Morto foi também premiado internacionalmente, no Festival de Huelva (Espanha) e no de Moscovo (Rússia).
| Ano  | Premiação                       | Categoria                   | Trabalho                                  | Resultado | Ref.   |
| ---- | ------------------------------- | --------------------------- | ----------------------------------------- | --------- | ------ |
| 1984 | Federação Portuguesa de Autores | Melhor filme português      | O Lugar do Morto, José Luís Vasconcelos   | Venceu    | [ 19 ] |
| 1984 | Federação Portuguesa de Autores | Melhor banda sonora         | Alain Jomy                                | Venceu    | [ 19 ] |
| 1984 | Federação Portuguesa de Autores | Melhores diálogos           | António-Pedro Vasconcelos e Carlos Saboga | Venceu    | [ 19 ] |
| 1984 | Federação Portuguesa de Autores | Melhor ator                 | Pedro Oliveira                            | Venceu    | [ 19 ] |
| 1984 | Festival de Huelva              | Prémio Sony à Banda sonora  | Alain Jomy                                | Venceu    | [ 16 ] |
| 1984 | Se7es de Ouro                   | Melhor realizador           | António-Pedro Vasconcelos                 | Venceu    |        |
| 1984 | Se7es de Ouro                   | Melhor fotografia           | João Rocha                                | Venceu    |        |
| 1984 | Se7es de Ouro                   | Melhor intérprete feminino  | Ana Zanatti                               | Venceu    |        |
| 1984 | Se7es de Ouro                   | Melhor intérprete masculino | Pedro Oliveira                            | Venceu    |        |
| 1984 | Prémio Nova Gente               | Melhor ator                 | Pedro Oliveira                            | Venceu    | [ 23 ] |
| 1985 | Festival de Moscovo             | Diploma Novosti             | Pedro Oliveira                            | Venceu    | [ 10 ] |

### Impacto cultural
Em 2016, o programa Perdidos e Achados da SIC dedicou um episódio a O Lugar do Morto, comentando como o filme se manteve uma referência no panorama da sétima arte em Portugal. António Pedro Vasconcelos e alguns dos atores do filme foram entrevistados.